# Viktor Popov (football)
Viktor Popov (en bulgare : Виктор Попов), né le 5 mars 2000 à Varna en Bulgarie est un footballeur international bulgare qui joue au poste d'arrière droit au Tcherno More Varna.

## Biographie

### En club
Né à Varna en Bulgarie, Viktor Popov est formé par le club local du Tcherno More Varna.
Il joue son premier match en professionnel avec ce club, le 18 mai 2019, à l'occasion d'un match de championnat face au PFK Botev Plovdiv. Il est titularisé et son équipe s'impose par un but à zéro,. Il est sacré champion de Bulgarie avec l'équipe des moins de 19 ans du club cette saison-là, et le 28 mai 2019 signe son premier contrat professionnel.

### En sélection
Viktor Popov commence sa carrière internationale avec l'équipe de Bulgarie des moins de 18 ans, jouant un total deux matchs en 2018.
En novembre 2019, Viktor Popov est convoqué pour la première fois avec l'équipe nationale de Bulgarie par le sélectionneur Georgi Dermendzhiev. Il honore sa première sélection lors de ce rassemblement, le 14 novembre 2019, lors d'un match amical contre le Paraguay. Il est titularisé et son équipe est battue par un but à zéro,.